# Stanhopea greeri
Stanhopea greeri är en orkidéart som beskrevs av Rudolph Jenny. Stanhopea greeri ingår i släktet Stanhopea och familjen orkidéer.
Artens utbredningsområde är Peru. Inga underarter finns listade i Catalogue of Life.

## Bildgalleri

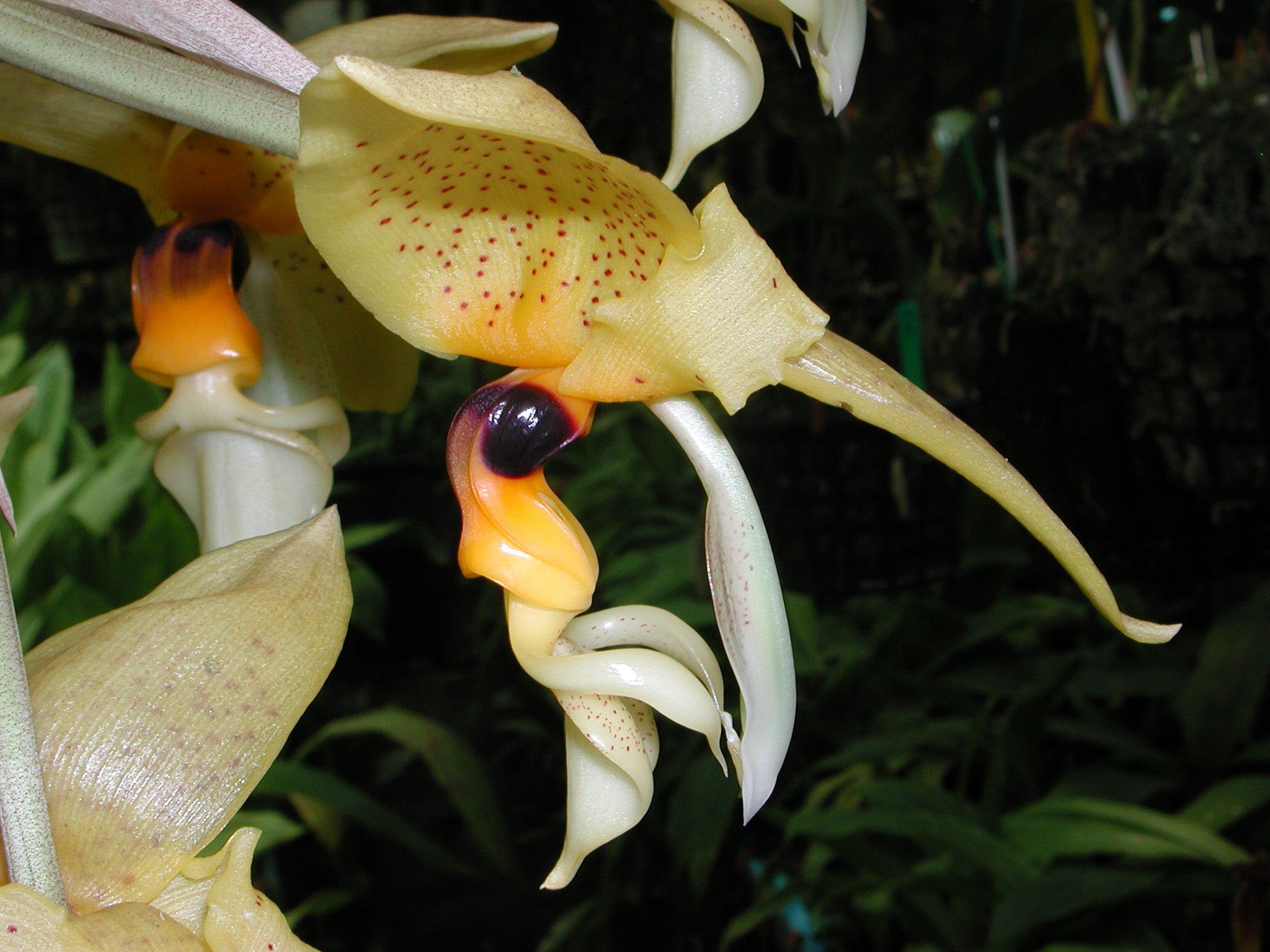
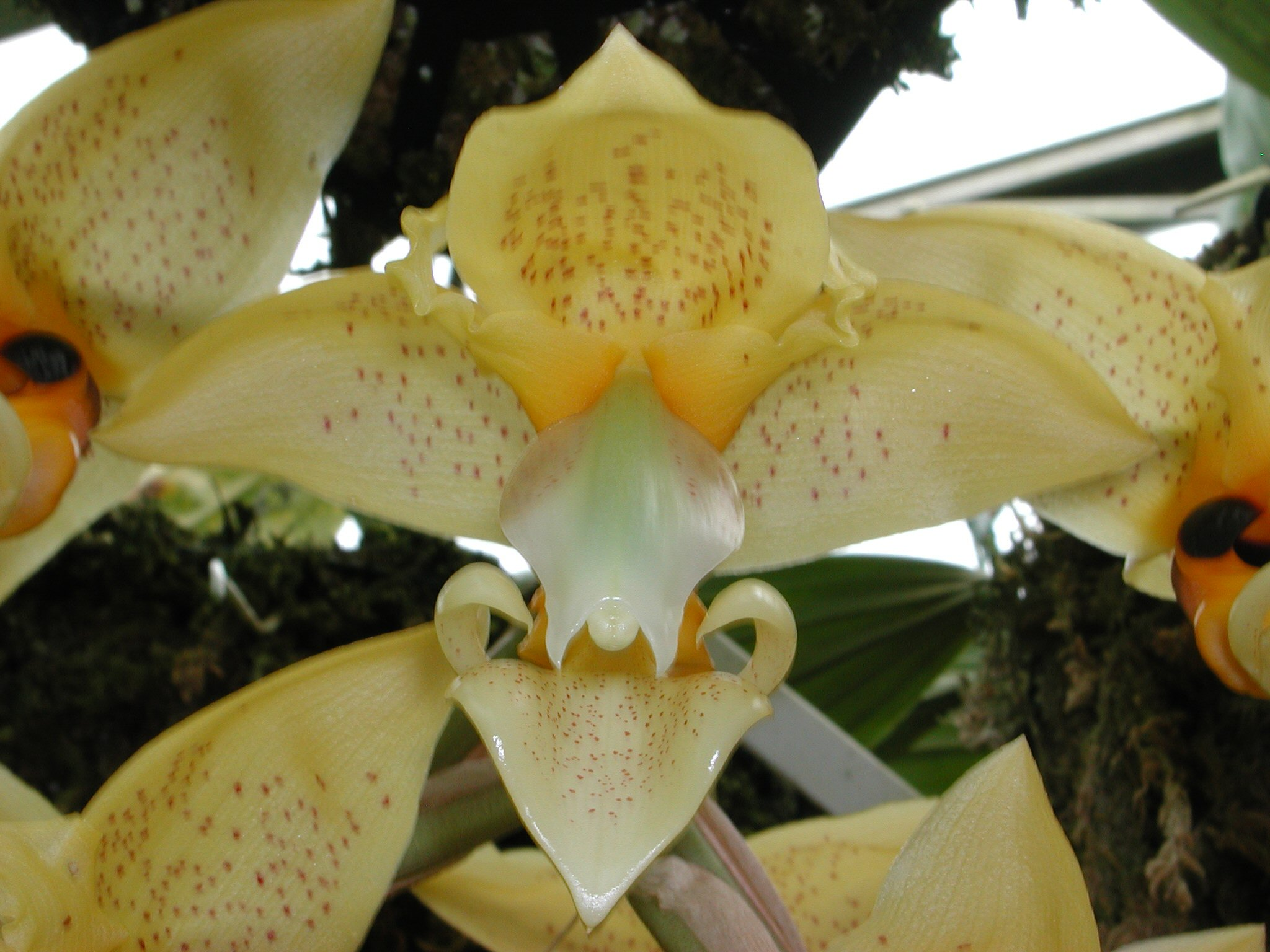